# Juan Bautista (Caravaggio)
Juan Bautista fue objeto de alrededor de ocho pinturas que actualmente se atribuyen (con dispar certeza) al artista barroco Michelangelo Merisi da Caravaggio (1571-1610).
Su historia está narrada en los Evangelios. Juan era un profeta judío, primo de Jesús de Nazaret y quien anunciaba y preparaba el camino para la llegada del Mesías. Vivió en las praderas de Judea, cerca de Jerusalén y el mar Muerto. «Su vestido era de piel de camello, y una faja de cuero alrededor de su cintura. Se alimentaba a base de langostas y miel silvestre». Bautizó a Jesús en el Jordán, y tiempo después fue decapitado por órdenes de Herodes Antipas, a quien llamó «pecador», por vivir en concubinato con su excuñada, Herodías. Juan Bautista es representado a menudo en el arte cristiano, y sus señas particulares son su tazón, piel de camello y cordero y una cruz de caña. En la Contrarreforma fue muy popular la iconografía del Bautista en el Jordán, o bien siendo niño, acompañado de Jesús, María e Isabel, madre de Juan. Para Caravaggio, Juan siempre fue un ente solitario, que no tenía más acompañamiento que el de su propia soledad. Esta descripción está basada en el Evangelio de Lucas: «El niño creció en estatura y espíritu, se alejó a los desiertos hasta el día que se manifestó al Pueblo de Israel».

## Juan Bautista(Toledo)

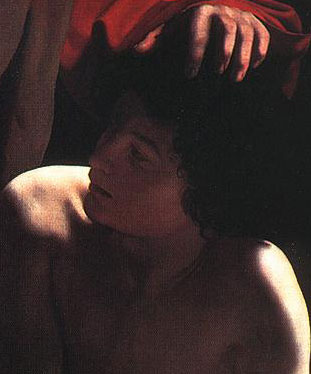
El sacrificio de Isaac. Colección privada, Princeton, Nueva Jersey. La semejanza del detalle de la cabeza de Isaac con el disputado Juan Bautista de Toledo, hace pensar que son del mismo autor.

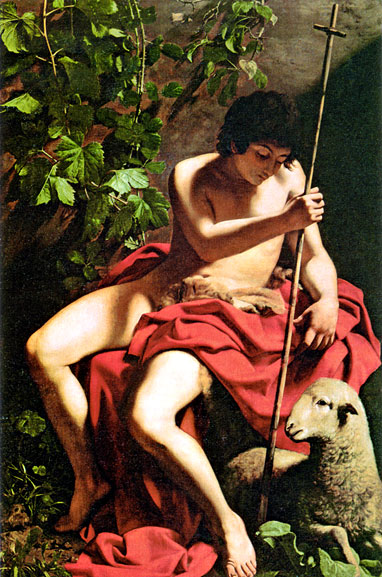
Juan Bautista, Museo Tesoro Catedrálico, Toledo, España (fotografía anterior a su restauración en 2022).

La atribución de esta pintura a Caravaggio está siendo disputada, y el candidato alternativo es Bartolomeo Cavarozzi. Se encuentra en el Museo Catedralicio de Toledo, y John Gash, uno de sus biógrafos, especula que es de sus inicios en la pintura y que formó parte de un conjunto para el Hospital de la Consolación. Mancini, primer estudioso de la figura de Caravaggio, menciona esta obra y afirma que Caravaggio «las llevó consigo a su patria», más una copia quedó en Sevilla, hacia 1593. Varios de los eruditos que han estudiado la obra de Caravaggio ven en esta obra un modelo para sus siguientes trabajos, como San Francisco de Asís en éxtasis y Los músicos. Alfonso Pérez Sánchez, antaño director del Museo del Prado, describió esta obra como «un bello paisaje típico de Caravaggio». De acuerdo con Pérez Sánchez, esta obra pudo influir en los años sevillanos de Diego Velázquez.
Peter Robb da por hecho que la pintura sea de Caravaggio, y la data cerca de 1598, en la época del mecenazgo de Francesco María del Monte. Según Robb, el modelo es el mismo que el de El sacrificio de Isaac, y ambas obras son de la misma fecha. Pero la autoría de El sacrificio de Isaac también está disputada y algunos la atribuyen a Cavarozzi, por lo que no se resuelve el problema de la autoría. En la pintura de Toledo, Juan aparece sobre un campo verde, entre cañas y uvas, con un bastón simbolizando su misión y con una oveja a sus pies. Esta representación quedaría como un precedente para futuras obras del mismo estilo.
Juan Bautista tiene un aspecto más preocupado que el resto de las obras de Caravaggio en esa época. Las hojas debajo de su figura y la vegetación que lo rodea se representan con un cuidado casi fotográfico, emulando a Cesto con frutas, de la misma época. Las espinas y la oveja recuerdan una obra de Caravaggio realizada años más tarde, La coronación de espinas.
La decisión de Caravaggio acerca de pintar un Juan Bautista joven, y no apegado a la tradición pictórica imperante fue un tanto inesperada. Hasta entonces, se le veía acompañado de su madre santa Isabel, su tía María y su primo Jesús, siendo ellos dos niños. Otras veces era pintado como un joven en edad madura, casi adulta, bautizando a Cristo. Tanto Andrea del Sarto como Leonardo da Vinci pintaron el mismo tema, de una forma que prefigura el modelo caravaggista. Esta última opción, era la visión particular de Caravaggio sobre el tema, en algo que muchas veces se impondrá a los designios estéticos de su tiempo.
El cuadro toledano fue restaurado en 2022, desvelándose que en el cabello del santo había una flor, similar a la que se ve en el Muchacho mordido por un lagarto cuya autoría caravaggesca no se discute. La flor había sido raspada y cubierta con pintura, de modo que la restauración sólo pudo desvelar su presencia pero no reconstruirla.

## Juan Bautista (Joven con un cordero), Museos Capitolinos y Galería Doria-Pamphili, Roma

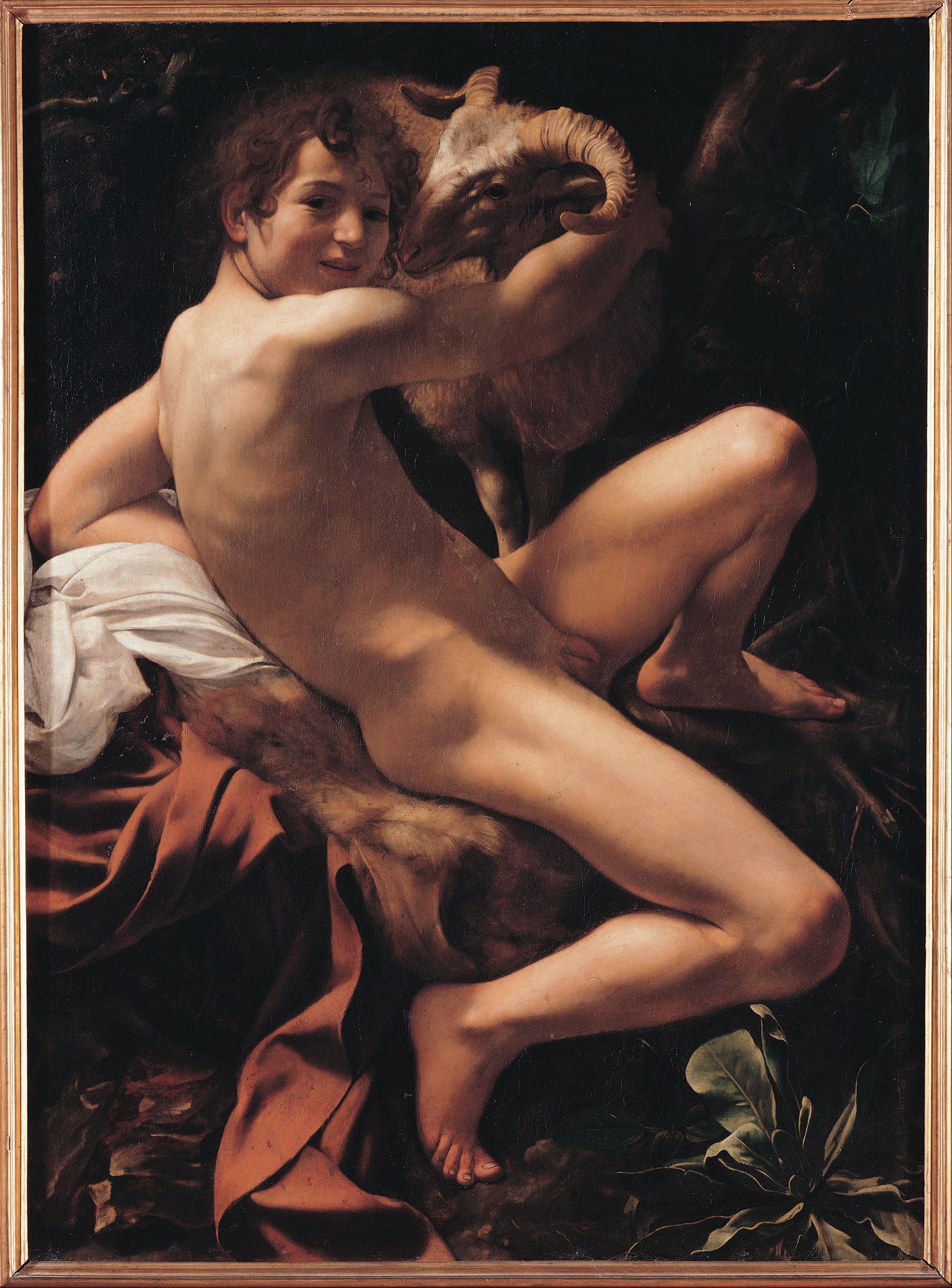
Juan Bautista o Joven con un cordero, h. 1602,, Museos Capitolinos, Roma.

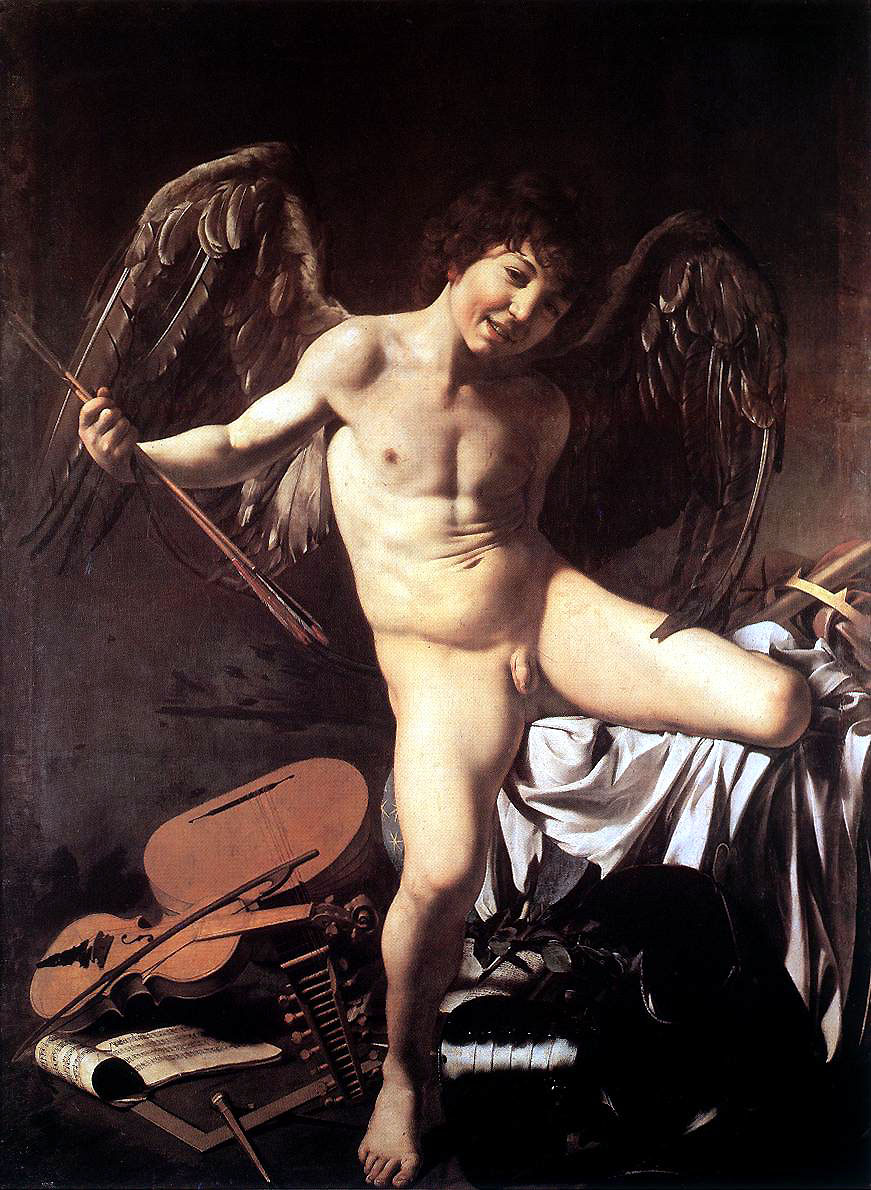
El amor victorioso, Caravaggio, h. 1602. Gemäldegalerie, Berlín.

También conocido como Joven con un cordero, de esta pintura existen dos versiones idénticas, ambas situadas en Roma. La primera de ellas se encuentra en los Museos Capitolinos y la segunda, en la Galería Doria-Pamphili.
Hacia 1602, el Cupido de Caravaggio —hoy conocido como El amor victorioso—, causó sensación entre el refinado círculo de pintores romanos. Esta obra fue hecha para el banquero Vincenzo Giustiniani. Ese mismo año, otro banquero, Ciriaco Mattei, encargó a Caravaggio un Juan Bautista, para celebrar el onomástico de su hijo mayor. Esta relación fue propiciada por Asdrubale Mattei, hermano de Ciriaco y amigo de Caravaggio. Para la atender al encargo de Mattei, Caravaggio empleó al mismo modelo que en El amor victorioso.

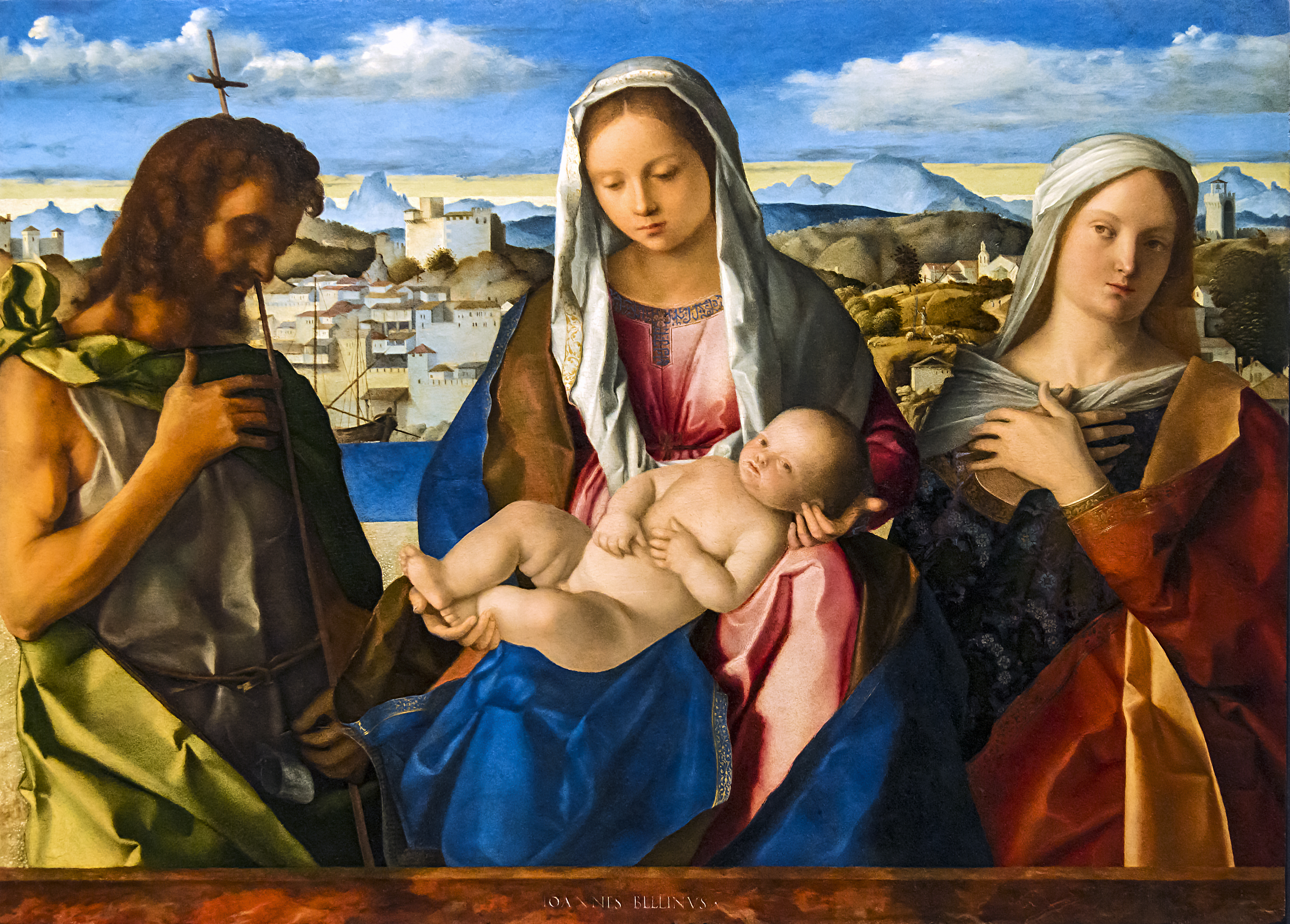
Madonna y el Niño con san Juan Bautista y otros santos por Giovanni Bellini, h. 1500-1504. Galería de la Academia, Venecia.

El encanto de este cuadro yace en su suavidad, en el uso de la luz, la ropa aterciopelada, la carne, las plantas y otros elementos primordiales presentes. Es identificable como Juan Bautista únicamente por los símbolos cristianos que lo rodean, como el cordero —víctima del sacrificio— y las uvas —su jugo rojo es similar a la sangre derramada por Cristo en su pasión, y las uvas en sí son fuente de vida—. La iconografía muestra a Juan semidesnudo —de nuevo el ideal caravaggista de la belleza masculina hace su aparición—. 
La ambigüedad de la pintura ha confundido durante siglos su título. En 1620 se le adjudicó el de Pastor de ovejas. Al pasar a manos del protector de Caravaggio, el cardenal Francesco María del Monte, el cuadro es identificado como Corydon, mítico personaje de Virgilio. Otros títulos que se le han dado a la pintura son Isaac en el sacrificio —por el cordero que aparece al lado del muchacho— e Ignudi —como copia de uno de los desnudos de Miguel Ángel en la Capilla Sixtina—. No fue hasta 1923 cuando se identificó por fin su verdadera autoría y su título real. Mientras que Miguel Ángel plasma su forma de manera abstracta, Caravaggio lo hace más realista, con el apoyo de luces y colores.

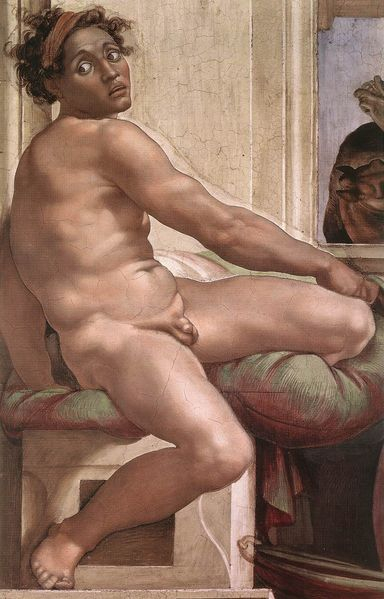
Ignudo, por Miguel Ángel Buonarroti, Capilla Sixtina, Roma.

El modelo de El amor victorioso es conocido como Cecco, sirviente y posiblemente aprendiz de Caravaggio. Además, fue un pintor activo entre 1610 y 1625, seguidor del estilo de su maestro. Fue conocido como Cecco del Caravaggio. Su principal característica es el evidente regocijo que muestra, no es una representación de Cupido sino del propio Cecco. El mismo sentido le fue transmitido a Juan Bautista. Juan se muestra reclinado, tocando al cordero y con una sonrisa implícita en el rostro. No tiene ninguno de los elementos de los antiguos Bautistas cristianos, por lo que se le supone ortodoxo.[cita requerida] Más aún, el Cecco que posa para Juan Bautista es en todo caso pagano.
A pesar de todo este éxito, Caravaggio no había tenido hasta entonces encargos por parte del clero. Las obras para la Capilla Contarelli de San Luis de los Franceses fueron encargadas por uno de sus mecenas, aunque los sacerdotes de la Orden de San Francisco, residentes en la iglesia debieron aprobarla. Además, Caravaggio y su realismo no es bien visto por la Iglesia de la Contrarreforma, —se había producido un intento de introducir un índice de imágenes y pintores prohibidos, entre los que se encontraba Caravaggio[cita requerida]. La prematura muerte de León XI lo truncó—. Ciertamente, en esa época Caravaggio desarrolla un estilo paganista, y muchos de sus amigos cercanos le piden que, para mayor éxito, se convierta al humanismo de Miguel Ángel. Desde luego, Caravaggio rechaza la oferta.[cita requerida]

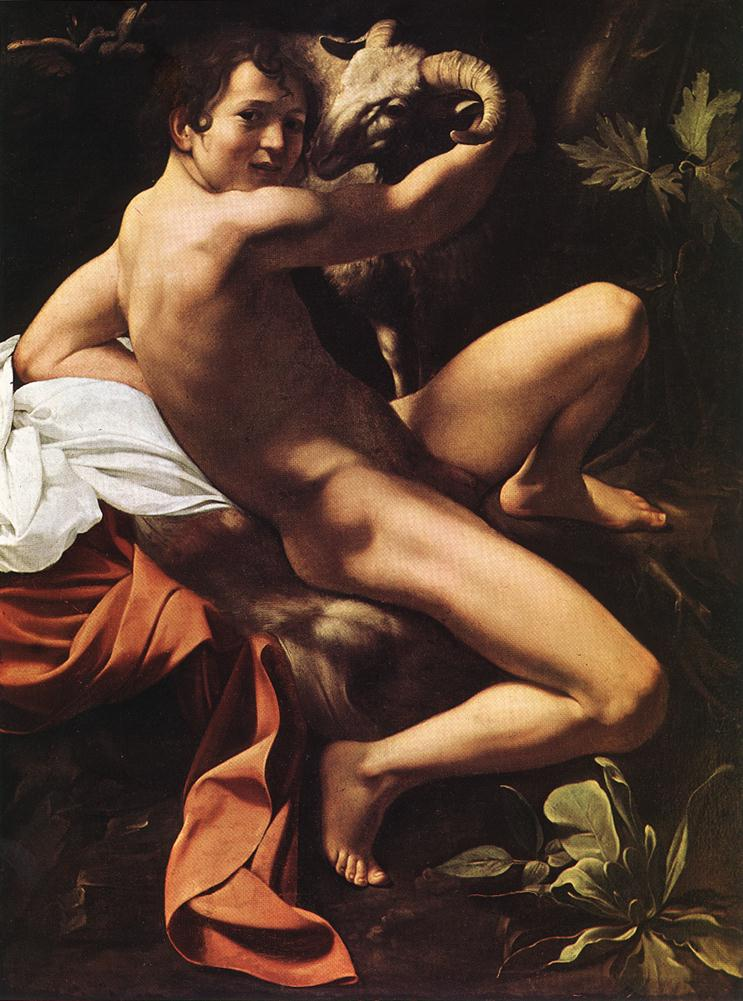
Juan Bautista (Joven con un carnero), h. 1602,, Galería Doria-Pamphili, Roma.

Este Juan Bautista tuvo inmensa popularidad en su tiempo, al extremo de que se hicieron varias copias, de las cuales, solo se han identificado once como de Caravaggio[cita requerida]. Actualmente se exhibe en la Galería Doria-Pamphili —donde también se encuentran Descanso en la huida a Egipto y Magdalena penitente—. Algunos críticos suponen que es una irónica imitación del ignudi, de Miguel Ángel (1508-1512). Pero Caravaggio, en lugar de idealizar neoplatónicamente a su modelo, lo hace con un toque de realismo, alejando drásticamente a su obra de la de Miguel Ángel.

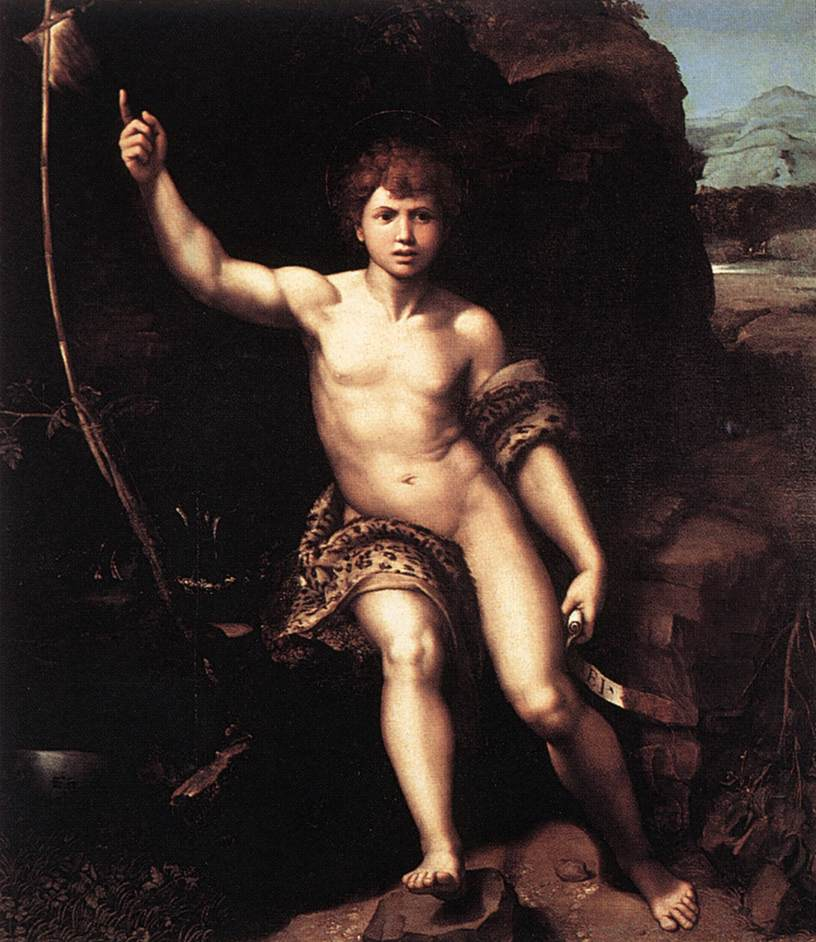
San Juan Bautista, h. 1518, por Rafael Sanzio, precedente del modelo caravaggista.

En 1601 y 1602, Caravaggio vivía y trabajaba en el Palacio Mattei. Estaba lleno de trabajos dado su impresionante éxito por los encargos en la iglesia de San Luis de los Franceses —véase La vocación de san Mateo y San Mateo y el ángel—. Se han encontrado los libros de Ciriaco Mattei, donde se afirma que por Juan Bautista pagó 85 escudos. En enero de 1603, Caravaggio recibe 150 escudos por Los discípulos de Emaús y 120 por La captura de Cristo. Vincenzo Giustiniani encargó La incredulidad de santo Tomás. Todas estas obras incrementaron la fama de Caravaggio, principalmente entre los jóvenes, quienes ya empezaban a imitarle.

## Juan Bautista(Kansas City)

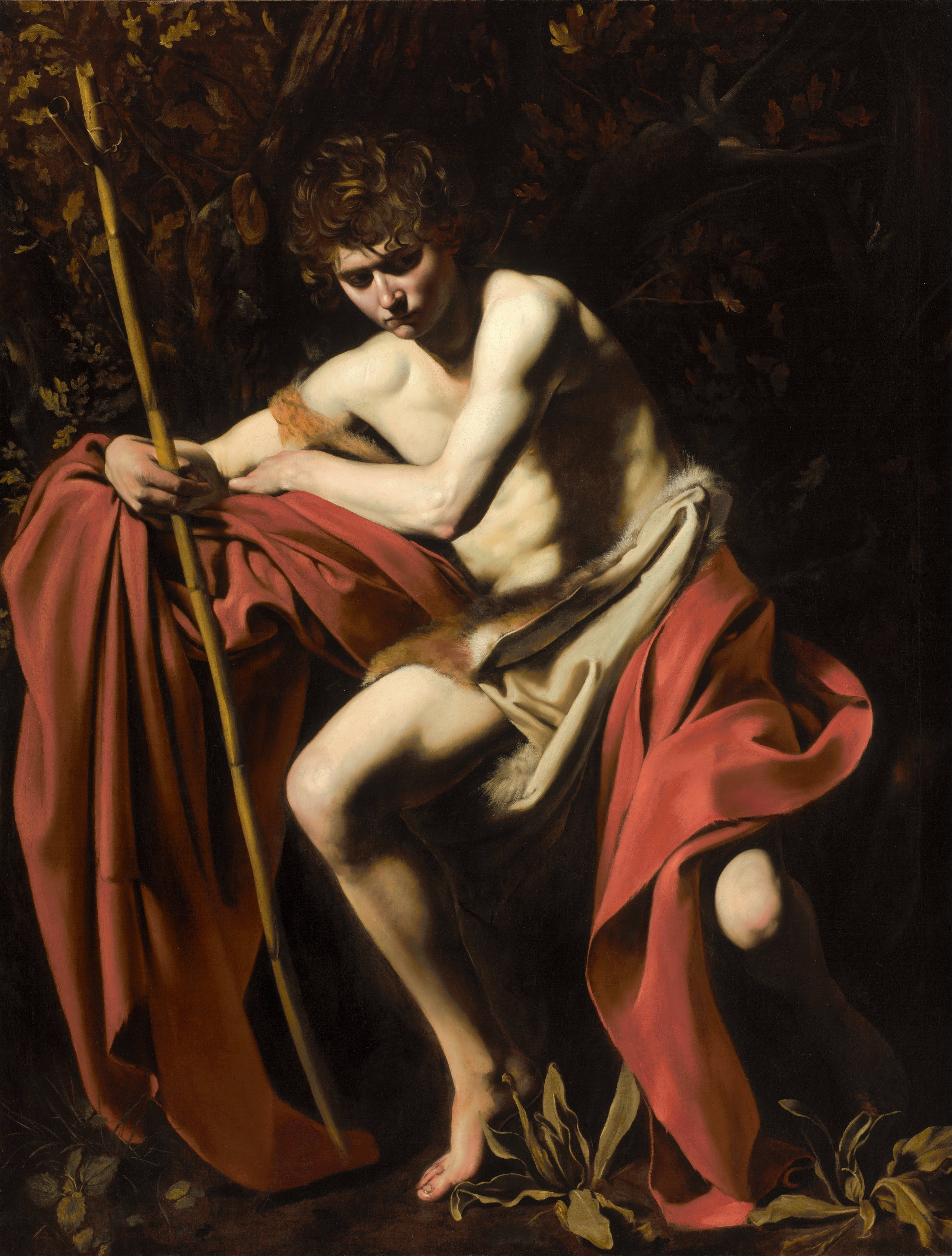
Juan Bautista, h. 1604,. Museo Nelson-Atkins, Kansas City.

El Bautista de Bellini se desarrolla en un marco convencional que su audiencia conoce y comparte. Caravaggio es más privado. En 1604 recibe el encargo de pintar un Juan Bautista para el banquero Ottavio Costa —quien a la sazón poseía Judith y Holofernes y Martha y María Magdalena—. Estaban destinados a un altar de una pequeña iglesia de la costa italiana, pero solo se envió la copia mientras que Costa conservó el original, que ha pasado al Museo Nelson-Atkins de Kansas City.

Los contrastes de la luz y la oscuridad dan la impresión de que la figura se inclina hacia atrás. La vestimenta hace aún más atractivo el cuadro. El Bautista que se encuentra en el Nelson-Atkins prefigura su misión, la de encaminar al Mesías, y también su martirio. Costa donó el cuadro a una confraternidad de franciscanos, quienes lo colocaron en el centro de su institución.
Descripción de la obra en el sitio oficial de la Galería Nelson-Atkins

Peter Robb, biógrafo de Caravaggio, señala que este cuadro es una representación psicológica del primer Juan Bautista. Los elementos empleados, como la mañana resplandeciente, la caña —que prefigura la pasión de Cristo, su primo— y los colores, se han vuelto emblemáticos de la tristeza que refleja este cuadro. Giotto y Bellini habían pintado Bautistas parecidos a este, pero Caravaggio lo convierte en accesible y sin tantos complejos. Es radicalmente nuevo.

## Juan Bautista, Galería Nacional de Arte Antiguo, Roma

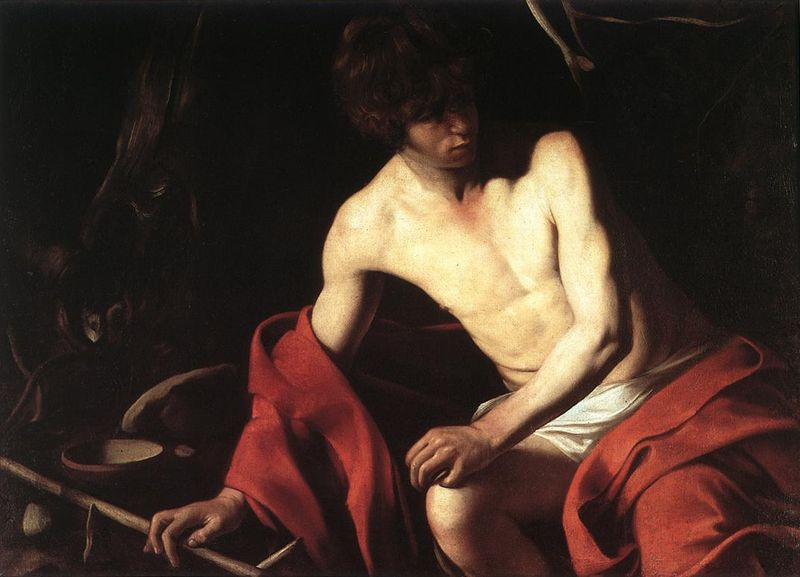
Juan Bautista, en la Galería Nacional de Arte Antiguo, Roma.

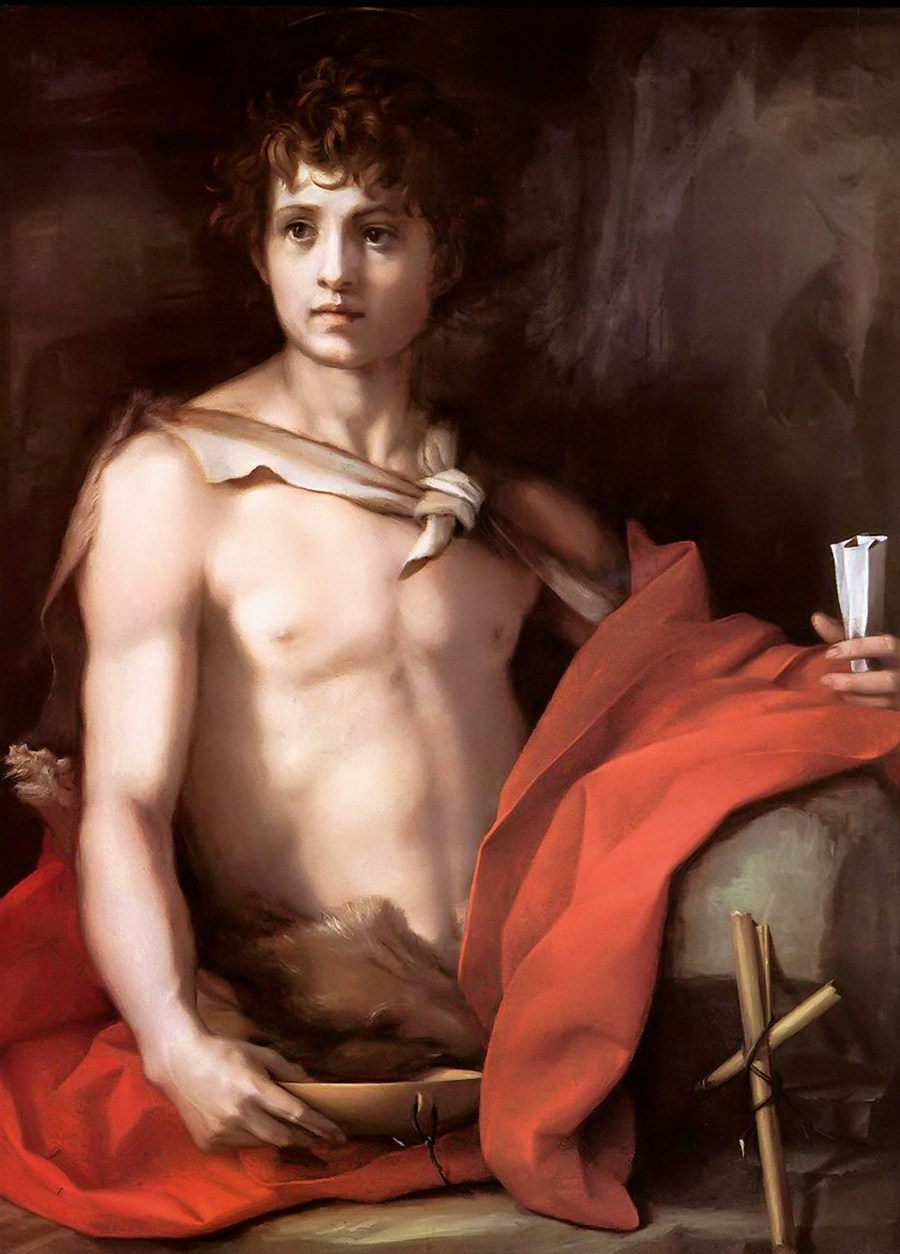
San Juan Bautista, Andrea del Sarto, 1528. Palacio Pitti, Florencia. Esta obra es un precedente para el tratamiento caravaggista del tema, puesto que ambos cuadros tienen los mismos escenarios y elementos.

Este es otro de los Bautistas pintados por Caravaggio, en 1604 —posiblemente en 1605—. Se exhibe en el Palacio Corsini, cerca de la Galería Nacional de Arte Antiguo, en Roma. Similar al pintado para Copsta, el joven es reconocido como el Bautista debido a sus símbolos primarios —el bastón, la «piel raída de camello», y otros—. El cuadro ha oscurecido en comparación a otros y tiene un toque más personal, que impide al observador comprender completamente el mensaje.
Caravaggio no es el primer artista en crear un Bautista desnudo —ya había sido tratado así por Leonardo Da Vinci, Rafael Sanzio, Andrea del Sarto y otros—, pero Caravaggio lo dramatiza de una forma singular. Su Juan Bautista parece más un trabajador, con las manos carcomidas por su labor, y su gesto de cansancio en el rostro acentúa el mensaje aún más. Esto lo diferencia grandemente de Rafael, quien idealiza su cuadro asemejándolo a los querubines.
Según Robb, el cuadro provocó cierta consternación en Roma pues pensaban que Caravaggio había blasfemado al usar a un prostituto como modelo. Varios cardenales definieron el cuadro como «idílico», y los burócratas pidieron a Caravaggio se retractase, puesto que podría afectar su carrera. Se negó, lo que le cerró muchas oportunidades de trabajo en la iglesia.

## Juan Bautista (Juan Bautista en la fuente), Colección Bonelli, La Valeta

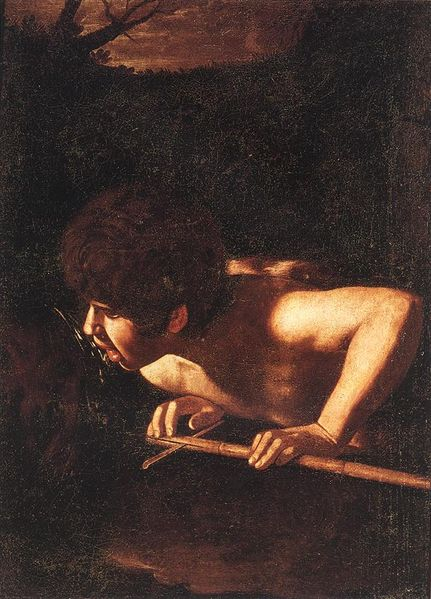
Juan Bautista en la fuente, La Valeta, Malta.

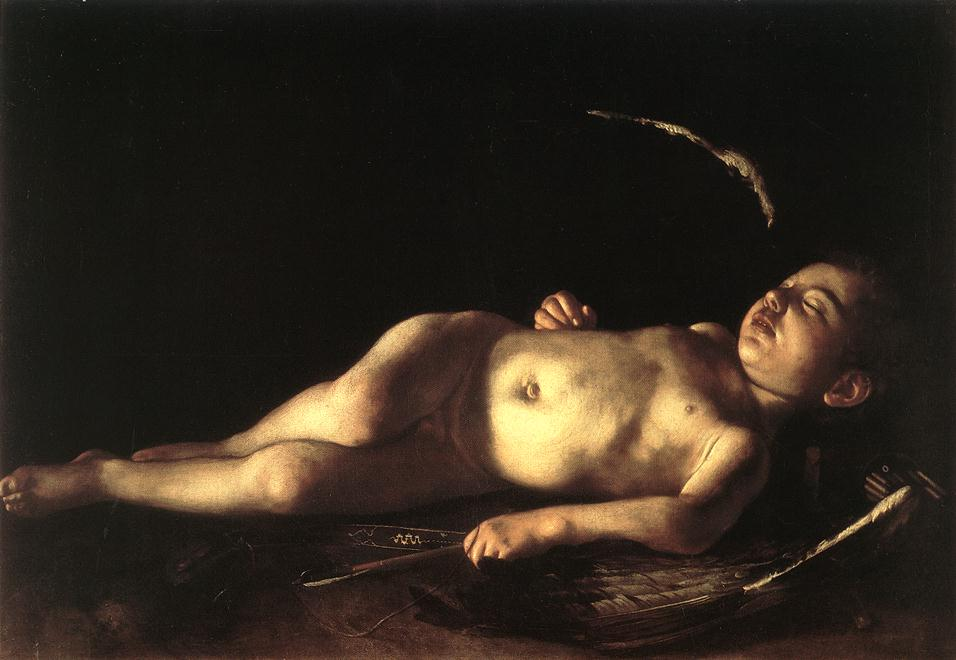
Cupido durmiendo, Caravaggio, 1608. Palacio Pitti, Florencia - las similitudes estéticas de este cuadro con Juan Bautista en la fuente, impiden disputar su autoría a Caravaggio.

Juan Bautista en una fuente se encuentra en una colección privada de Malta, y casi no se tiene acceso a él. Esta ha sido la principal causa de su nulo estudio, siendo la menos conocida obra de Caravaggio, y por consiguiente, también el Juan Bautista desconocido. Gash es uno de los pocos estudiosos que han tenido acceso a él, y señala sus similitudes con Cupido durmiendo, especialmente en la tonalidad de la piel. Forma parte de la etapa de Caravaggio en Malta, como pintor oficial de la Orden de Malta. Se ha dañado con el paso del tiempo, especialmente en el paisaje.
La temática del Bautista bebiendo de una fuente refuerza la idea de que Juan solo bebió agua en su época de preparación. Esta obra refleja también el claroscuro típico en Caravaggio. Según Gash «La luz y la oscuridad convergen majestuosamente en el Bautista, lo que crea un cuadro bellísimo y apegado a la tradición católica».
Fue pintado en los quince meses que Caravaggio permaneció en Malta (1607-1608). Forma parte de un conjunto dedicado a la Orden de Malta, entre los que destaca Retrato del gran maestre de la Orden de Malta Alof de Wignacourt y La degollación de san Juan Bautista, única obra firmada por Caravaggio.
Al poco tiempo de terminar este cuadro, Caravaggio fue expulsado de la Orden de Malta por motivos aún no aclarados. Baglione afirma que se trató de un desacuerdo con los miembros y Caravaggio, con su temperamento fuerte, respondió de mala manera. Bellori, quien visitó Malta para describir el Juan Bautista, cincuenta años después, menciona que se trató de un delito de índole sexual por lo que el pintor debió huir y refugiarse en Italia. Robb recoge esta teoría en M (1998), pero la define como únicamente especulativa.

## Juan Bautista, Galería Borghese, Roma

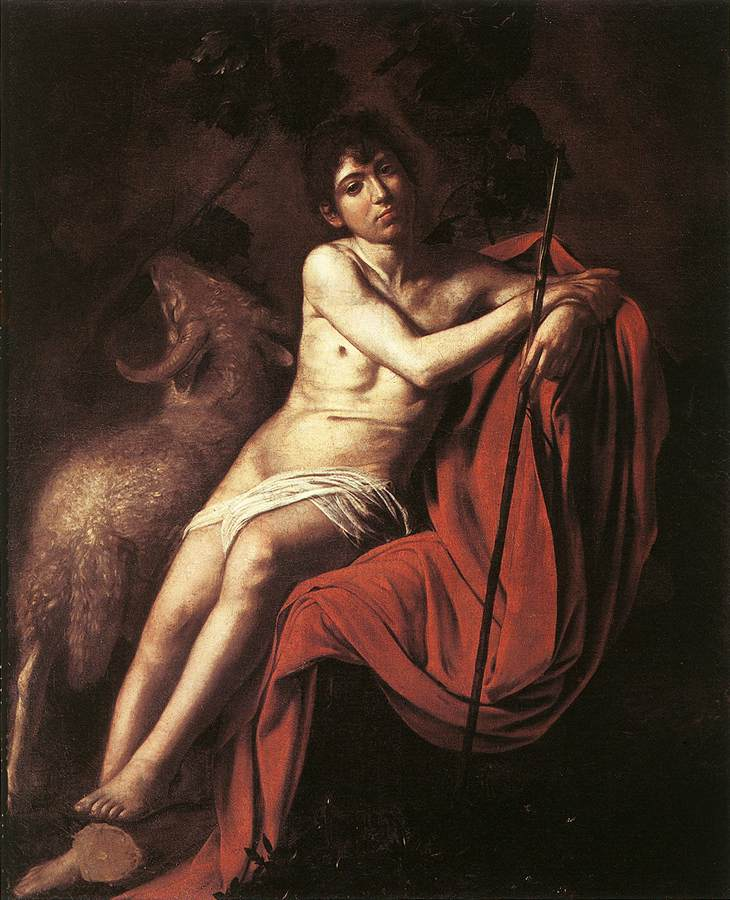
Juan Bautista, Galería Borghese.

La fecha de este Juan Bautista exhibido en la Galería Borghese ha sido producto de desacuerdos. Se supone que Scipione Borghese lo adquirió hacia 1605, mientras que Robb afirma que fue pintado luego del «incidente Tommasoni», hacia 1607. Roberto Longhi ha estudiado la obra y define en ella características propias de la etapa siciliana, entre 1607 y 1608. Incluso se ha llegado a pensar que es parte de las últimas obras de Caravaggio, en 1610.
La pintura muestra a un niño en un fondo oscuro, con una oveja a punto de ser sacrificada. Su melancolía recuerda al sacrificio de Cristo. La oscuridad y el dramatismo resaltan la juventud del muchacho y crean un panorama demasiado juvenil. De acuerdo a Longhi: «Comparado con otros Bautistas de Caravaggio, éste destaca por su riqueza en colores, por la sensualidad que irradia el modelo desnudo y por prefigurar otros trabajos del autor como La degollación del Bautista o La flagelación de Cristo».
Borghese era sobrino de Paulo V y uno de los más connotados coleccionistas romanos. Con la ayuda de Giuseppe Cesari, amigo de Caravaggio, logró conseguir varias obras de este. Muchas de ellas fueron donadas por el mismo Scipione a su galería pictórica familiar. Entre ellas destacan: Niño con un cesto de frutas, El joven Baco y Madonna con el niño y santa Ana.
Tras ser detenido en Malta, Caravaggio vive el período más turbulento de su vida. Huye a Nápoles, pero al ser perseguido por sus enemigos —nunca identificados—, decide refugiarse en el Palacio Colonna. Allí traba contacto con Borghese, quien pedirá a su tío el Papa perdón para Caravaggio. Se ha dicho que sus últimas obras fueron dedicadas a Scipione como una forma de agradecimiento. Caravaggio sale de viaje, pero en Porto Ercole le sorprende la muerte a los 39 años de edad, lo que causa gran consternación en Roma.

## Juan Bautista(Múnich)

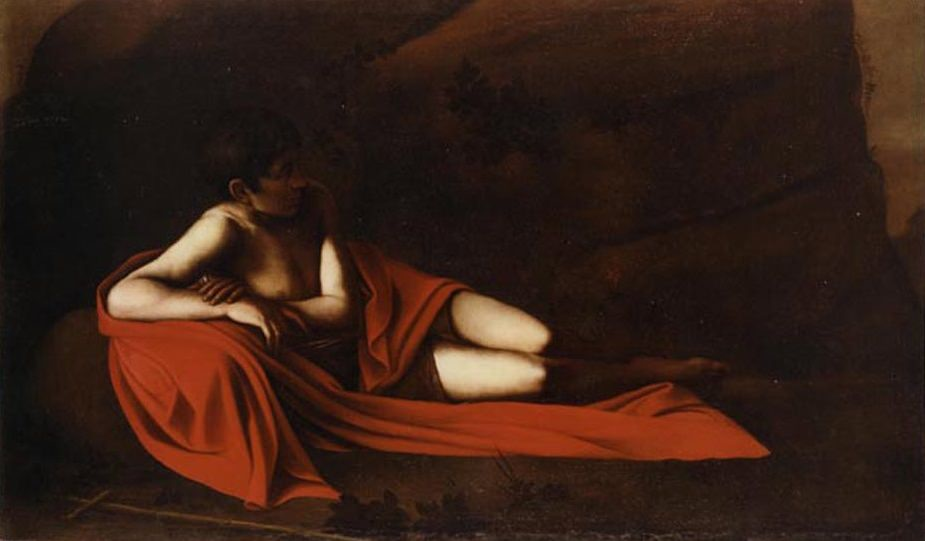
Juan Bautista. Colección privada, Múnich, Alemania.

Este otro Juan Bautista (San Giovanni Battista) también formó parte de la última serie de la obra de pintor en el año 1610. Es la última de las siete versiones que el pintor lombardo dedicó al tema de Juan el Bautista como un niño o adolescente.
La obra pertenece al que sería el tributo con el que Caravaggio pretendía obtener el indulto papal entregado al cardenal Borghese.
Años después de muerto Caravaggio el cuadro fue confiscado por el virrey de Nápoles Pedro Fernández de Castro, séptimo conde de Lemos. Cuando terminó su mandato, regresó a Madrid y se lo llevó consigo. Cuando en 1667 fue nombrado virrey del Perú lo trasladó a América con su corte. El cuadro pasó por colecciones privadas de El Salvador y Buenos Aires.
Después de la Segunda Guerra Mundial fue llevado a Alemania. Ahora se mantiene en una colección privada en Múnich.